# تيد ر. سميث
تيد ر. سميث (بالإنجليزية: Ted R. Smith)‏ هو مخترِع أمريكي، ولد في 5 نوفمبر 1906 في أوروفيل في الولايات المتحدة، وتوفي في 29 ديسمبر 1976.